# Ульянов, Николай Дмитриевич (художник)
Николай Дмитриевич Ульянов (1816 — 1856) — русский художник, учитель русского языка и лексикограф.

## Биография
Родился в 1816 году. Является братом детской писательницы Августы Вороновой. Преподавал русский язык в петербургских училищах при церквах святого Петра и святой Анны. Составитель «Русско-немецкого словаря» (СПб., 1841—1843). Автор нескольких учебных книг по русскому языку. Умер в 1856 году. 

## Творчество
Из немногих известных картин Ульянова пейзаж «Дорога в окрестностях Петербурга» была приобретена П. М. Третьяковым и находится в собрании Третьяковской галереи.

## Галерея

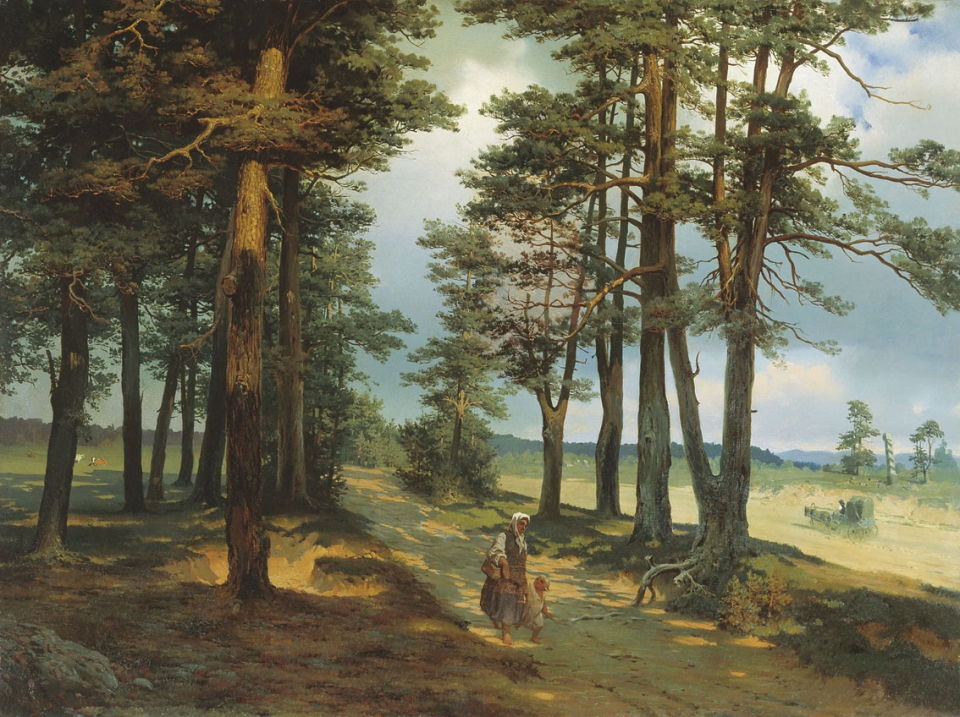
Дорога в окрестностях Петербурга. 1840-е Третьяковская галерея
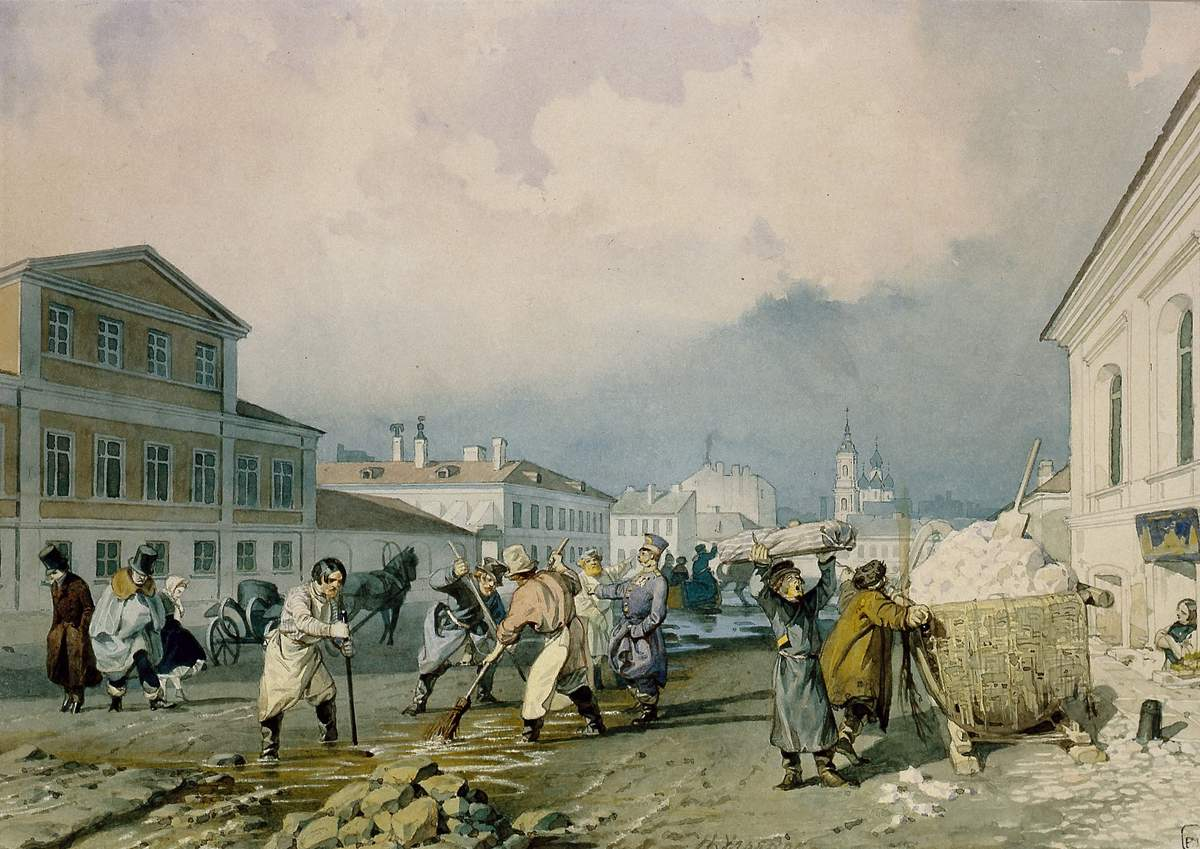
Весна в городе. 1840-е